# Корейска кухня
Корейската кухня е обичайната готварска традиция и практика в кулинарните изкуства на Корея. Тя еволюира през вековете вследствие социални и политически промени. Произхождайки от древни земеделски и номадски традиции в Корея и Южна Манджурия, корейската кухня се е развила чрез сложно взаимодействие на природната среда и различни културни тенденции.
Съставките и ястията се различават в зависимост от провинцията. Много регионални ястия са се превърнали в национални и се разпространяват в различни вариации в цялата страна. Корейската кралска придворна кухня събира всички уникални регионални специалитети заедно специално за кралското семейство. По времето на династията Чосон (1392 – 1910 г.) е прието на трапезата на владетеля да се поднасят 12 различни блюда. Храните се регулират от корейския културен етикет.

## Съставки и компоненти
Корейската кухня до голяма степен се основава на ориз, зеленчуци и меса (поне на юг). Традиционните корейски ястия са наречени по броя на допълнителните ястия (반찬; 飯 饌; банчан), които придружават варен на пара късозърнест ориз. Смята се, че банчан е резултат от будисткото влияние около средата на Трите царства и последвалата забрана на яденето на месо от монархиите на тези царства. По този начин, със забраната на ястия, съдържащи месо, ястията на зеленчукова основа стават фокусна точка на корейската кухня. Въпреки че монголските нашествия в Корея прекратяват забраната на ястия, съдържащи месо, приблизително шест века зеленчуковата кухня под формата на банчан има силен отпечатък в корейската кухня.

### Кимчи
Кимчи се сервира на почти всяко хранене. То е едно от основните традиционни ястия на корейската кухня и се счита, че дълголетието и красотата се дължат на неговите свойства. Често използваните съставки включват сусамово масло, доенжанг (ферментирала бобена паста), соев сос, сол, чесън, джинджифил, гочутгару (люти чушки), гочуджанг (ферментирала червена чили паста) и напа зеле.

### Юфка
Юфка или ястия с юфка в корейската кухня се наричат с общото наименование guksu (гуксу) на корейски. Докато юфка се яде в Корея от древни времена, производството на пшеница е по-малко популярно отколкото в другите култури, така че пшеничната юфка става ежедневна храна едва през 1945 г. Юфка от пшеница (milguksu) е специална храна за рождени дни, сватби и други подобни поводи.